# Сегалович, Илья Валентинович
Илья́ Валенти́нович Сегало́вич (13 сентября 1964, Горький[…] — 27 июля 2013, Лондон) — российский программист, технологический предприниматель и общественный деятель. Сооснователь «Яндекса» и его директор по технологиям.
Илья Сегалович родился в семье советского геофизика Валентина Сегаловича. Детство провёл в Казахстане. В Республиканской физико-математической школе познакомился с будущим сооснователем «Яндекса» Аркадием Воложем. В 1981 году поступил в Московский геологоразведочный институт им. Орджоникидзе, а после его окончания в 1986 году по распределению попал во Всесоюзный институт минерального сырья.
В 1990 году Сегалович по приглашению Аркадия Воложа пришёл программистом в коммерческую компанию «Аркадия». В 1993 году возглавил отдел разработки поисковых систем CompTek. Наработки в области поиска для кириллического сегмента интернета привели к созданию в 1997 году поисковика «Яндекс».
С самого основания «Яндекса» и до своей смерти Илья Сегалович занимал позицию директора по технологиям, был ключевым архитектором поисковых технологий и инициатором многих продуктов компании, например, Яндекс.Директа.
Сегалович был одним из инициаторов создания Национального корпуса русского языка, Кубка «Яндекса». Вместе с супругой воспитывал пятерых детей и спонсировал общественную организацию «Художественный центр „Дети Марии“», ориентированную на развитие детей-сирот и детей с ограниченными возможностями. 
Илья Сегалович умер 27 июля 2013 от опухоли головного мозга.

## Биография

### Ранние годы
Илья Сегалович родился 13 сентября 1964 года в городе Горький в семье представителей технической интеллигенции. Его отец, Валентин Ильич Сегалович, геофизик и лауреат Государственной премии СССР, открыл в 1960-х годах месторождения хромитов — «40 лет КазССР» и «Восход».
Мать была научным работником и сотрудницей вычислительного центра. Сегалович имел русские и еврейские корни по отцовской линии, а по матери происходил из русского духовенства. Его родители познакомились в геофизической экспедиции на западе Казахстана, куда попали по распределению, и вскоре после рождения сына вновь переехали в Казахстан. Детские годы Сегалович провёл в посёлке КазВИРГ (Казахстанского филиала Всесоюзного института разведочной геофизики).
В экспедиции на реке Эмба Сегалович-старший участвовал в поиске месторождений полезных ископаемых. Позднее, в Алма-Ате, он познакомился с отцом Аркадия Воложа, второго основателя Яндекса, — нефтяным геологом Юрием Воложем, также сторонником гипотезы мобилизма. Учёные сошлись из-за общих научных интересов и взглядов, совместно работали над научными статьями.
Сегалович-младший и Волож-младший познакомились в 1977 году, когда по инициативе Воложа-старшего дети поступили в Республиканскую физико-математическую школу (РФМШ) в Алма-Ате, в седьмой класс с преподаванием на русском языке.
В 1980 году Сегалович-младший и Волож-младший под руководством Сегаловича-старшего приняли участие в экспедиции Министерства геологии СССР, в которой впервые работали вместе и получили хорошую по тем временам зарплату в 135 рублей с учётом надбавок за тяжёлые условия труда.
Во время обучения в школе Илья Сегалович прослушал курс по программированию, сдал на «отлично» экзамен в Казахском государственном университете и получил профессию «программист-вычислитель».
В 1981 году Сегалович занял второе место на Всесоюзной олимпиаде школьников по математике.
В 1981 году Сегалович в 16-летнем возрасте окончил школу с золотой медалью и вместе с Воложем попытался поступить на геологический факультет МГУ, но оба не прошли конкурс. Сдав как медалист единственный экзамен по математике на «отлично», Сегалович был принят на геофизический факультет Московского геологоразведочного института им. Орджоникидзе в группу РФ-81-1 с ежемесячной стипендией 55 рублей.
В университетские годы Сегалович продолжал увлекаться программированием на Фортране и на протяжении пяти лет побеждал в 3-й лиге Московской студенческой олимпиады по математике. В 1986 году он выпустился с красным дипломом и по распределению попал программистом во Всесоюзный институт минерального сырья (ВИМС).
Сегалович работал в лаборатории математических методов, разрабатывал геофизические информационные системы для обработки данных геологоразведки и параллельно занимался самообразованием, заказывая в книжном магазине переводные книги по программированию, которые выходили в издательствах «Радио и связь», «Мир» и «Финансы и статистика».

### Аркадия
После несостоявшегося поступления в МГУ Аркадий Волож окончил Московский институт нефти и газа им. И. М. Губкина по специальности «Прикладная математика» и вскоре, бросив аспирантуру, занялся проектами. Одним из них стала основанная в 1989 году компания по импорту компьютеров и сетевого оборудования CompTek. Другим проектом стала основанная вместе с программистом и сотрудником вычислительного центра Академии наук СССР Аркадием Борковским малое предприятие «Аркадия. Разумные проекты», который был создан под конкретный проект — создание поиска по Международному классификатору изобретений для НИИ патентной информации. Для решения этой задачи Борковский на основе грамматического словаря русского языка Андрея Зализняка разработал систему полнотекстового поиска с учётом морфологии.
Вскоре после завершения работы над алгоритмом Борковский переехал в США, и Волож предложил Сегаловичу стать программистом в его компании. По заявлению Сегаловича, изначально он воспринял предложение разрабатывать поисковые системы скептически, поскольку обычно решал научные задачи, но «соблазнился приработком»: Волож предложил зарплату в 30 долларов — в 6 раз больше, чем Сегалович получал в ВИМСе. Сегалович пришёл в «Аркадию» в 1990 году, но вплоть до 1991 года совмещал программирование для Воложа с работой в институте. Начав с тестирования и подготовки дистрибутивов[прояснить], Сегалович вошёл во вкус и вскоре стал одним из основных разработчиков. Поиск по патентам, основной поисковый продукт «Аркадии», пользовался большой популярностью, и Сегалович вместе с Воложем постоянно находился в командировках. Например, в 1991 году на выставке в Минске, организованной Научно-исследовательской лабораторией изобретающих машин (НИЛИМ) и собравшей представителей всех патентных бюро страны, они подписали около 50 контрактов.

### Яндекс

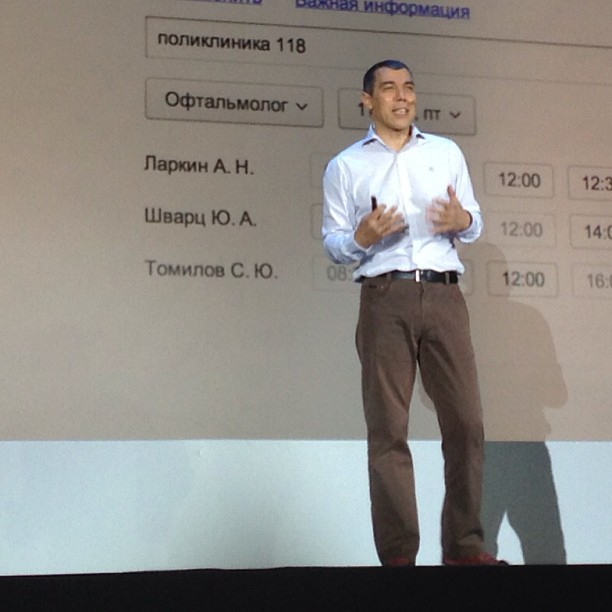
Илья Сегалович, май 2013

В 1993 году Сегалович возглавил отдел разработки поисковых систем CompTek (этот пост он впоследствии занимал до 2000 года, пока Яндекс не выделился в самостоятельную компанию). Для развития поиска и усовершенствования системы морфологического распознавания слов Сегаловичу требовался новый словарь, и Волож договорился о приобретении легальной электронной копии орфографического словаря русского языка, разработанного под руководством академика Юрия Апресяна в Институте проблем передачи информации имени А. А Харкевича РАН. Планы программистов сильно удивили сотрудников института, и те согласились на порядок снизить цену электронной копии и в дальнейшем оказывали большое содействие разработчикам. Весной того же года Сегалович с командой переписали поисковый алгоритм, уместив его в 300 Кб, так что он целиком помещался в оперативной памяти. Это позволило увеличить скорость поиска с 3 слов в секунду до 1000, так что стало возможно работать с большими массивами текста. Осенью у поисковой системы появилось имя: перебирая вариации на тему англоязычных слов search (англ. поиск) и index (англ. индекс), Сегалович предложил Воложу в традициях Unix-программирования назвать новый продукт Yet Another Indexer (англ. ещё один индексатор), сокращённо — Yandex. Волож заменил первые две латинские буквы на кириллическую «Я», и так получился «Яndex».
В 1994 году Российское библейское общество оцифровало текст Библии. Сегалович и Волож решили использовать Библию как большой объём сложных текстов, не ограниченных копирайтом, чтобы продемонстрировать возможности нового поискового алгоритма. На основе текста был подготовлен «Библейский компьютерный справочник» — информационно-поисковая система для работы с синодальным переводом Ветхого и Нового Завета, распространявшаяся на  дискетах. «Справочник» оказался востребованным продуктом. Сегалович неоднократно выступал на отраслевых IT-конференциях, где рассказывал о разработанной им технологии. Вскоре из Института мировой литературы имени А. М. Горького РАН поступили заказы на индексирование полного академического собрания сочинений Александра Сергеевича Грибоедова и на аналогичную работу с собранием Александра Сергеевича Пушкина. Для работы с живым языком, который не могли охватить даже уточнённые и дополненные словари, и учёта новых слов Сегалович разработал «алгоритм построения гипотез», по которому модель словоизменения новых слов строилась на основе похожих, но уже известных системе.
В 1996 году после изучения существовавших систем онлайн-поиска Сегалович и Волож решили заняться разработкой для интернета. Компания выпустила поисковую надстройку для сайтов «Яndex.Site», которая оказалась востребованной, а также модуль «Яndex.Dict», который позволял существующим поисковикам расширить возможности поиска в кириллическом сегменте интернета, которую не смогли продать Рамблеру. После этого в 1997 году Волож решился инвестировать в создание собственной публичной поисковой машины — «Поисковая машина Яndex-Web» была анонсирована 23 сентября 1997 года, и уже к середине 1999 года «Яндекс» стал одним из самых популярных сайтов русскоязычного сегмента интернета.
В 2003—2004 годах компания Google выступила с предложением приобрести «Яндекс». Перспектива выхода на международный рынок вдохновляла разработчиков и самого Сегаловича, но именно он принял решение отказаться от сделки и бороться за российский рынок, как только стало понятно, что вместо слияния предполагается агрессивное поглощение. Сегалович много лет руководил разработкой и совершенствованием поискового механизма «Яндекса» и смог добиться качественного превосходства перед Google в поиске на русском языке. «Яндекс» не только превосходил Google по российской аудитории (подобного на своём домашнем рынке поисковым системам удалось добиться только в Китае, Южной Корее и Чехии), но и вёл активную экспансию.
Сегалович лично занимался запуском многих продуктов «Яндекса», включая «Яндекс.Директ», который стал первым на российском рынке сервисом контекстной рекламы. Предложив возможность рекламного размещения не только крупным заказчикам, но и небольшому бизнесу, который ранее не интересовал рекламный рынок, «Яндекс» в 2002 году первой из российских интернет-компаний вышел на самоокупаемость и выплатил первые дивиденды на сумму 100 тысяч долларов. Также Сегалович был инициатором проведения Кубка «Яндекса» — ежегодного соревнования по скоростному поиску в интернете.
«Яндекс» – это изумительная площадка для того, чтобы делать что-то новое. Каждые несколько месяцев стартуют новые технологии, проекты, которых раньше не было. В этом смысле мой интерес к развитию, к чему-то новому вполне удовлетворен.
По мере роста компании Илья Сегалович сформировал собственный офис-лабораторию, где разрабатывались перспективные идеи и гипотезы. В этом «офисе CTO» впервые были сформулированы идеи и гипотезы, годы спустя положившие начало голосовому помощнику «Алисе» и беспилотному автомобилю. Последние полтора года своей жизни Сегалович занимался новым интерфейсом поисковой выдачи, получившим название «Яндекс.Острова». Презентация «Островов» в стамбульском офисе «Яндекса» 18 июля 2013 года стала его последним публичным выступлением, а бета-версия платформы была запущена 26 июля — за день до смерти Сегаловича.

### Болезнь и смерть
В сентябре 2012 года у Сегаловича диагностировали рак желудка в терминальной стадии с метастазами. Благодаря химиотерапии метастазы исчезли, и в 2012—2013 годах Сегалович был активен и трудился полный рабочий день.
Болезнь начала прогрессировать в июле 2013 года. В 20-х числах у Сегаловича была обнаружена опухоль головного мозга, а 23—24 числа рак перекинулся на оболочки мозга и спровоцировал злокачественный менингит. К 25 июля он впал в кому без признаков мозговой активности, и был подключен к системе жизнеобеспечения в надежде на неточный диагноз.
Смерть была зарегистрирована 27 июля 2013 года в лондонской клинике после появления необратимых изменений в составе крови. Похороны прошли 1 августа 2013 года на Троекуровском кладбище в Москве.

### Память
На следующий день на сайте «Яндекса» была создана страница памяти по адресу iseg.yandex.ru, где знавшие Сегаловича при жизни могли оставить свои воспоминания о нём. Аркадий Волож в официальной реакции компании отметил: «…Не знаю, чем можно заменить его энциклопедичность в технологиях и чистое видение продукта. Но он оставил за собой целое новое поколение программистов, целую школу. А его этические стандарты задали уровень всем нам».
В сентябре 2014 года в преддверии 50-летия со дня рождения Сегаловича «Яндекс» совместно с Высшей школой экономики учредил стипендию его имени для студентов, достигших успехов в учёбе и международной научной деятельности. По условиям вручения стипендии, её получателей совместно определяли представители ВШЭ и ведущие разработчики «Яндекса». В январе 2019 компания учредила научную премию им. Ильи Сегаловича для поддержки молодых исследователей и научного сообщества в России, Беларуси и Казахстане. Она вручается студентам, аспирантам и научным руководителям за достижения в компьютерных науках.
В сентябре 2014 года в Российском государственном геологоразведочном университете имени Серго Орджоникидзе открылась выставка «Илья Сегалович — от геологии до „Яндекса“». В 2015 году уличные художники из коллектива HoodGraff увековечили память Сегаловича на стене трансформаторной подстанции на углу Обводного канала и Боровой улицы в Санкт-Петербурге рядом с креативным пространством «Ткачи». Портрет художники сопроводили словами сооснователя «Яндекса»: «Если за вами не гонятся, вам будет сложно добиться успеха». В 2017 году петербургские коммунальные службы закрасили портрет в рамках месячника по благоустройству.
В 2015 году на могиле И. В. Сегаловича на Троекуровском кладбище установлен мемориал из бронзы и мрамора работы известного скульптора В.Н.Селиванова 
В 2016—2017 годах была создана скульптурная композиция из шамота и бронзы «Copy paste: несовпадения случайны. Шесть портретов Ильи Сегаловича», выполненная скульптором Еленой Мунц, она установлена в одном из подъездов штаб-квартиры «Яндекса».
Должность директора по технологиям «Яндекса», которую Сегалович занимал в 2000—2013 годах, оставалась вакантной до 2015 года, когда её занял Михаил Парахин.

## Личная жизнь

### Семья
Первая жена — геофизик, директор российского представительства нефтяной компании «Total».
Вторая жена — Мария Елисеева, театральная художница и искусствовед. Она была близкой подругой сестры Воложа и нередко появлялась в офисе «Аркадии». Сегалович и Елисеева познакомились зимой 1993—1994 года, когда они записались в одну группу по изучению английского языка, подружились, а затем сблизились и поженились. На момент брака у Елисеевой были 3 дочки от первого мужа — Алина, Оля и Анна. В середине 1990-х годов Елисеева родила от Сегаловича дочь Асю, затем родилась дочь Эля. Также в разное время Мария и Илья брали в свою семью опекаемых детей.

### Состояние
В начале 2011 года российский Forbes поставил Сегаловича на 159-е место в рейтинге 200 богатейших бизнесменов России, оценив его состояние в 600 миллионов долларов. Впоследствии оказалось, что оценка была завышена: из проспекта эмиссии ценных бумаг, выпущенного накануне первичного публичного предложения «Яндекса» на бирже NASDAQ, следовало, что Сегаловичу принадлежали 2,9 % компании, что соответствовало 233 миллионам долларов. В ходе IPO Сегалович продал часть своего пакета, которая оценивалась около 20,5 миллиона долларов, позднее объяснив это вложениями в благотворительность. На момент смерти Сегаловичу принадлежали 2,5 % «Яндекса» стоимостью (на 5 августа 2013 года) в 277 миллионов долларов.

### Политические взгляды
По словам Сегаловича, в детстве он перенял от отца его политические взгляды. Уже взрослым человеком в позднесоветский период Сегалович неоднократно принимал участие в крупных митингах, включая 150-тысячный митинг в Лужниках в 1989 году, 300-тысячный митинг на Манежной площади в 1990 году и митинг в защиту Литвы в 1991 году. В дни Августовского путча 1991 года Сегалович выходил на Манежную площадь, был в числе защитников Белого дома, участвовал в сооружении баррикад и простоял 3 ночи в дежурстве на Горбатом мосту.
В современный период Сегалович общался с представителями власти, предлагая административные и технологические решения по борьбе с пробками, и помогал властям организовывать видеонаблюдение на выборах Президента России. С 2011 года Сегалович участвовал в митингах на Болотной площади и проспекте Сахарова, в 2012 году входил в Центральный выборный комитет по выборам в Координационный совет российской оппозиции (председателем комитета был Леонид Волков) и занимался противодействием фальсификациям и нарушениям на выборах. Сегалович выступал против законов, ограничивающих свободу в интернете, и ограничений на усыновление российских детей-сирот иностранцами.

### Общественная деятельность
Сегалович был одним из вдохновителей и инициаторов создания Национального корпуса русского языка, который продолжил дело создателей Большого корпуса русского языка или «Машинного фонда русского языка», работы над которым велись в конце 1980-х годов. По инициативе Сегаловича в начале 2000-х годов «Яндекс» помогал финансировать развитие корпуса, предоставил проекту человеческие ресурсы и поисковый модуль «Яндекс.Сервер». Также на протяжении многих лет Сегалович был основным организатором конкурсов «Интернет-математика» и «Класс», связанных с проведением научно-исследовательских и прикладных разработок и созданием образовательных материалов в области компьютерного анализа данных. При его участии «Яндекс» стал одним из основных доноров фонда социальных инвестиций «Династия», который занимался развитием фундаментальной науки в России, а сам Сегалович входил в Совет фонда.

### Благотворительность
Сегалович спонсировал общественную организацию «Художественный центр „Дети Марии“», основанную его женой Марией Елисеевой в 1993 году и занимавшуюся художественным развитием детей-сирот и детей с ограниченными возможностями. Сегалович совместно с Воложем учредил благотворительный фонд «Пеликан» для финансирования «Детей Марии».